# BMO Stadium
El BMO Stadium (anteriorment Banc of California Stadium) és un estadi de futbol situat a la ciutat nord-americana de Los Angeles, Califòrnia. Situat al barri del Parc de l'Exposició de Los Angeles. És la seu del Los Angeles Football Club de la Major League Soccer. Acabat el 2018, va ser el primer estadi exterior construït a la ciutat de Los Angeles des de 1962. Construït en el lloc de l'antic Los Angeles Memorial Sports Arena, està situat al costat del Los Angeles Memorial Coliseum i just al sud del campus principal de la Universitat del Sud de Califòrnia. L'estadi es va inaugurar el 18 d'abril de 2018.

## Història
El Los Angeles Times va informar el 17 de maig de 2015 que l'equip Los Angeles FC va triar el lloc de l'antic Los Angeles Memorial Sports Arena per construir un estadi de l'MLS de 22.000 places al Parc de l'Exposició, costant $250 milions. El grup va calcular que el projecte crearia 1.200 llocs de treball temporal de construcció i 1.800 llocs de treball a temps complet, generant $2,5 milions en els ingressos per impostos anuals. Es preveia que l'informe d'impacte ambiental, l'enderroc de l'antic Los Angeles Memorial Sports Arena i la construcció de l'estadi nou eren tres anys i es va demorar el debut de l'equip fins al 2018.
El 6 de maig de 2016, l'Ajuntament de la ciutat de Los Angeles va aprovar l'estadi, i va facilitar el camí per a la construcció de l'estadi. El 2020 finalitzà el patrocini de Banc of California. El 2023, Bank of Montreal (BMO) fou anunciat com a nou patrocinador.

## Jocs Olímpics d'estiu de Los Angeles 2028
L'estadi serà part del parc esportiu olímpic del centre i acollirà alguns esdeveniments de futbol masculí i femení quan Los Angeles aculli els Jocs Olímpics de 2028.